# شاخه گل ۷
شاخه گل ۷ نام یک آلبوم موسیقی در سبک سنتی ایرانی باصدای غلام‌حسین بنان می‌باشد که توسط انتشارات ایران صدا منتشر شده است. این آلبوم، هفتمین آلبوم از مجموعه آلبوم شاخه گل بوده است. در این اثر اشعار عارف قزوینی، عطار نیشابوری ، فقیه کرمانی، رهی معیری، مهدی حمیدی شیرازی ، ابوالحسن ورزی و شیخ‌نجم‌الدین کبری خوانده شده و مرتضی محجوبی (آهنگ ساز و نوازنده پیانو)، عارف قزوینی (به عنوان آهنگ ساز)، جواد معروفی (به عنوان تنظیم کننده)، لطف‌الله مجد (به عنوان نوازده تار) و روح‌الله خالقی (به عنوان رهبر ارکستر) حضور دارند.

## شرح اثر

### هنرمندان
- آواز: غلام‌حسین بنان
- آهنگ ساز: مرتضی محجوبی و عارف قزوینی
- تنظیم کننده: جواد معروفی
- رهبر ارکستر: روح‌الله خالقی
- تک نوازان: مرتضی محجوبی (پیانو) و لطف‌الله مجد (تار)
- اشعار از عارف قزوینی، عطار نیشابوری، فقیه کرمانی، رهی معیری، مهدی حمیدی شیرازی، ابوالحسن ورزی و شیخ‌نجم‌الدین کبری

### فهرست قطعات
۱. چه شورها (شور)
- شعر و آهنگ سازی: عارف قزوینی
- تنظیم: جواد معروفی
- تک نوازی: مرتضی محجوبی
- رهبری ارکستر: روح‌الله خالقی

۲. دارم غم جانکاهی (ابوعطا)
- آهنگ سازی: مرتضی محجوبی
- تک نوازی: لطف‌الله مجد
- اشعار از عطار نیشابوری، فقیه کرمانی، رهی معیری، مهدی حمیدی شیرازی، ابوالحسن ورزی و شیخ‌نجم‌الدین کبری